# Сажин, Иван Иванович
Иван Иванович Сажин (коми Ичӧт Иван; 3 января 1904, с. Чухлэм Усть-Сысольский уезд, Вологодской губернии (ныне Сысольский район Республики Коми) — 1962) — коми советский писатель, журналист и педагог.

## Биография
И.Сажин родился 3 января 1904 года в селе Чухлом Сысольского района в крестьянской семье. Он был младшим из пяти братьев и сестер. 
Закончил начальную школу в родном селе, затем Усть-Сысольскую учительскую семинарию, служил в армии, а в 1925-1927 годах учился в Москве в Коммунистической академии им. Н.К.Крупской. Начал печататься в газетах и журналах. После окончания академии работал журналистом, директором средней школы и индустриального техникума. В 1930 году был участником III-й конференции «Коми Ассоциации пролетарских писателей» (КАПП). В 1930-е годы — Член Комиссии по ведению чистки среди членов КАПП. Председателем её был Иван Кутькин.
В 1932 году И. Сажин уехал на лечение в Крым, работал директором музея в Евпатории. Точная дата кончины его неизвестна. Предположительно скончался в начале 60-х годов, исследователи называют 1962 год.

## Творчество
Автор первой на коми-языке повести «Великая борьба» («Ён тыш»). Повесть не имеет завершенного сюжета и скорее напоминает кинохронику. В ней И. Сажин рисует ряд эпизодов из гражданской войны в Коми области.
Талант И. Сажина проявился в небольших юмористических, несколько напоминающих А. П. Чехова, насыщенных лиризмом рассказах из быта коми деревни.
Эти рассказы («Шева чуман», «Сьӧд шор», «Масленича» и др.) сыграли большую роль в борьбе против предрассудков, невежества и косности коми деревни. Издана единственная книга — сборник юмористических рассказов «Сё сикас» («Сто разных»).
С 1933 о литературном творчестве И. Сажина ничего не известно.

## Избранная библиография
- Ён тыш (Великая борьба), Повесть, Комигиз, 1927;
- Стихотворения и рассказы, журн. «Ордым» за 1926, 1927, 1928, 1929;
- Сатира, сборник, Комигиз, 1933.